# 日本トップリーグ連携機構
一般社団法人日本トップリーグ連携機構（にほんトップリーグれんけいきこう、略称JTL）は、日本の団体球技リーグによる組織である。各リーグが集い強化活動の充実及び運営の活性化を図る目的により結成された。結成当初はアマチュア（セミプロ含む）団体球技のトップカテゴリとなるリーグが対象であったが、2016年3月28日を以ってプロリーグであるサッカーJリーグの加盟が承認された。森喜朗日本体育協会会長（当時）が初代会長に就任し、現会長は2015年5月29日より川淵三郎。2021年4月1日現在10競技12リーグが加盟。
トップリーグ間の連携を深めることで国際競技力を向上させることを最大の目的とする。

## 沿革
- 2005年5月24日 - 8競技9リーグで発足。
- 2007年6月18日 - 第1回（平成18年度）日本トップリーグトロフィー授賞式を開催。
- 2010年4月1日 - Fリーグが新規加盟。
- 2010年12月1日 - Xリーグが新規加盟。
- 2011年12月1日 - JFLが新規加盟[2]。
- 2015年5月29日 - 森喜朗会長が退任し、川淵三郎副会長が後任として会長に就任[1]。
- 2016年3月28日 - Jリーグの新規加盟を承認[3]。
- 2019年5月9日 - コンサートプロモーターズ協会と合同で一般社団法人Entertainment Committee for STADIUM・ARENAを設立[4][5]。
- 2020年10月7日 - 女子7リーグで「Woman Athletes Project（WAP）」を発足[6]。
- 2021年4月1日 - WEリーグが新規加盟[7]。
- 2021年5月14日 - インターネット配信サービス「SPOZONE」（現・SPOTV NOW）とWAP参加4リーグの独占配信契約を締結[8][9]。

## 現在の参加競技
- アイスホッケー（男子）
- アメリカンフットボール（男子）
- サッカー（男女）
- ソフトボール（女子）
- バスケットボール（男女）
- バレーボール（男女）
- ハンドボール（男女）
- フィールドホッケー（男女）
- フットサル（男女）
- ラグビーユニオン（男子）

## 参加組織
| 組織名                                                           | リーグ            | 競技種目               | 性別 | チーム数 | 加盟年月日    | 公式配信                     | 備考              |
| ---------------------------------------------------------------- | ----------------- | ---------------------- | ---- | -------- | ------------- | ---------------------------- | ----------------- |
| 一般社団法人SVリーグ                                             | SVリーグ          | バレーボール           | 男子 | 31       | 2005年5月24日 | J SPORTS                     | [ 注 1 ]          |
| 一般社団法人SVリーグ                                             | SVリーグ          | バレーボール           | 女子 | 26       | 2005年5月24日 | J SPORTS                     | [ 注 1 ]          |
| 一般社団法人バスケットボール女子日本リーグ                       | Wリーグ           | バスケットボール       | 女子 | 14       | 2005年5月24日 | バスケットLIVE               |                   |
| 一般社団法人日本ハンドボールリーグ機構                           | リーグH           | ハンドボール           | 男子 | 13       | 2005年5月24日 | HANDBALL+NET                 |                   |
| 一般社団法人日本ハンドボールリーグ機構                           | リーグH           | ハンドボール           | 女子 | 11       | 2005年5月24日 | HANDBALL+NET                 |                   |
| 一般社団法人ジャパンラグビーリーグワン                           | リーグワン        | ラグビーユニオン       | 男子 | 23       | 2005年5月24日 | J SPORTS                     | [ 注 2 ]          |
| アジアリーグアイスホッケー実行委員会                             | アジアリーグ      | アイスホッケー         | 男子 | 5        | 2005年5月24日 | アジアリーグアイスホッケーTV |                   |
| 一般社団法人ホッケージャパンリーグ                               | HJL               | フィールドホッケー     | 男子 | 16       | 2005年5月24日 | -                            |                   |
| 一般社団法人ホッケージャパンリーグ                               | HJL               | フィールドホッケー     | 女子 | 10       | 2005年5月24日 | -                            |                   |
| 一般社団法人日本女子ソフトボールリーグ機構                       | JDリーグ          | ソフトボール           | 女子 | 16       | 2005年5月24日 | スポーツナビ                 | [ 注 3 ]          |
| 一般社団法人日本フットサルトップリーグ                           | Fリーグ           | フットサル             | 男子 | 21       | 2010年4月1日  | FリーグTV                    | [ 注 4 ]          |
| 一般社団法人日本フットサルトップリーグ                           | ウィメンズFリーグ | フットサル             | 女子 | 11       | 2022年4月1日  | FリーグTV                    | [ 注 4 ] [ 注 5 ] |
| 一般社団法人日本社会人アメリカンフットボールリーグ協会           | Xリーグ           | アメリカンフットボール | 男子 | 55       | 2010年12月1日 | rtv                          |                   |
| 公益社団法人日本プロサッカーリーグ                               | Jリーグ           | サッカー               | 男子 | 60       | 2016年3月28日 | DAZN                         | [ 注 6 ]          |
| 公益社団法人ジャパン・プロフェッショナル・バスケットボールリーグ | Bリーグ           | バスケットボール       | 男子 | 38       | 2016年3月28日 | バスケットLIVE               | [ 注 7 ]          |
| 公益社団法人日本女子プロサッカーリーグ                           | WEリーグ          | サッカー               | 女子 | 12       | 2021年4月1日  | DAZN                         | [ 注 8 ]          |

1. ↑  2024年6月までは一般社団法人ジャパンバレーボールリーグ。
2. ↑  2021年9月までは一般社団法人ジャパンラグビートップリーグ。
3. ↑  2021年12月までは日本女子ソフトボールリーグ。
4. 1 2  2022年3月まで一般社団法人日本フットサル連盟が運営（2010年4月11日加盟）。
5. ↑  運営法人統合とともに参加。なおWAPには2020年10月7日の発足とともに参加[6]。
6. ↑  Jリーグ加盟前は下部組織たる一般社団法人日本フットボールリーグ（JFL）が加盟していた（2011年12月1日加盟、2016年末まで）。
7. ↑  Bリーグ発足前は前身たるバスケットボール日本リーグ機構（JBLスーパーリーグ）→一般社団法人日本バスケットボールリーグ（JBL→NBL）が加盟していた。
8. ↑  WEリーグ発足前はなでしこリーグが加盟していた。

## 役員
| 名誉会長   | 森喜朗     |                                                                         |
| 会長       | 川淵三郎   | 日本サッカー協会相談役                                                  |
| 副会長     | 張富士夫   | 日本スポーツ協会名誉会長                                                |
| 副会長     | 麻生太郎   | バスケットボール女子日本リーグ名誉会長                                  |
| 専務理事   | 市原則之   | 日本ハンドボールリーグ機構スーパーバイザー                              |
| 副専務理事 | 真下昇     | 日本ラグビーフットボール協会顧問                                        |
| 常務理事   | 嶋岡健治   | 日本バレーボールリーグ機構代表理事会長                                  |
| 常務理事   | 西井歳晴   | バスケットボール女子日本リーグ専務理事                                  |
| 常務理事   | 宇津木妙子 | 日本ソフトボール協会副会長                                              |
| 常務理事   | 間野義之   | 早稲田大学スポーツ科学学術院教授                                        |
| 理事       | 奥田泰久   | 日本女子サッカーリーグ専務理事                                          |
| 理事       | 島田慎二   | ジャパン・プロフェッショナル・バスケットボールリーグ                    |
| 理事       | 吉田實     | 日本ハンドボールリーグ機構会長                                          |
| 理事       | 太田治     | 日本ラグビーフットボール協会トップリーグ部長                            |
| 理事       | 百束英二   | 日本アイスホッケー連盟常務理事                                          |
| 理事       | 内藤貴詞   | ホッケージャパンリーグ理事                                              |
| 理事       | 寺村健人   | 日本女子ソフトボールリーグ機構リーグ委員長                              |
| 理事       | 大立目佳久 | 日本フットサル連盟会長                                                  |
| 理事       | 深堀理一郎 | 日本社会人アメリカンフットボール協会理事長                              |
| 理事       | 原博実     | 日本プロサッカーリーグ副理事長                                          |
| 理事       | 中村和彦   | 山梨大学教育学部長・大学院教育学研究科長                                |
| 理事       | 田口禎則   | 日本トップリーグ連携機構事務局長                                        |
| 理事       | 稲垣純一   | 東京オリンピック・パラリンピック競技大会組織委員会Venue General Manager |
| 監事       | 辻居幸一   | 弁護士                                                                  |
| 監事       | 飯坂紳治   | 日本オリンピック委員会監事                                              |
| 監事       | 泉正文     | 日本スポーツ協会副会長兼専務理事                                        |

## 主なイベント
- SOMPOボールゲームフェスタ
- あそビバ!
- スポーツマンシップ講習会

## トップリーグトロフィー
各リーグにおいて、当該年度において運営・マネジメントに貢献したゼネラルマネージャーなどを表彰する目的により2006年度より創設された。
日本女子サッカーリーグ
- 2006年 黒田和則（岡山湯郷Belleゼネラルマネージャー）
- 2007年 小野俊介（東京電力女子サッカー部マリーゼGM）
- 2009年 早乙女秀雄（ASエルフェン狭山FC代表）
- 2010年 榎本恵子（アルビレックス新潟レディース強化育成担当）
- 2011年 文弘宣（INAC神戸レオネッサ会長）
- 2012年 白幡洋一（ベガルタ仙台レディース代表取締役社長）
- 2013年 柘植満博（伊賀フットボールクラブくノ一チーム副代表）
- 2015年 山内渉（ノジマステラ神奈川相模原代表取締役）
- 2016年 森栄次（日テレ・ベレーザ監督）
- 2017年 吉澤久恵（女子1級審判員）
- 2018年 馬渕明子（日本女子サッカーリーグ参与）
- 2019年 武田厚（日本女子サッカーリーグ参与）

日本バレーボールリーグ機構
優秀GM賞として表彰されている。
- 2006年
  - 山下仁（JTサンダーズ部長）
  - 田中俊文（久光製薬スプリングス部長）
- 2007年
  - 小田勝美（堺ブレイザーズ部長）
  - 木村武（東レ・アローズ部長）
- 2008年
  - 原文比古（FC東京副部長）
  - 岡野實（岡山シーガルズ副部長）
- 2009年
  - 平田逸夫（熊本県バレーボール協会理事長）
  - 林孝彦（NECレッドロケッツ副部長）
- 2011年
  - 春田政幸（パナソニック・パンサーズ部長）
  - 内山晃（東レ・アローズ副部長）
- 2012年
  - 早野容司（ジェイテクトSTINGSゼネラルマネージャー）
  - 萱嶋章（久光製薬スプリングス部長）
- 2013年
  - 栗生澤淳一（JTサンダーズ部長）
  - 山ノ川孝二（日立リヴァーレ部長）
- 2014年
  - 河野克己（サントリーサンバーズGM）
  - 肥留川正弘（上尾メディックス副部長）
- 2015年
  - 窪田隆一（富士通カワサキレッドスピリッツ部長）
  - 中村貴司（NECレッドロケッツゼネラルマネージャ）
- 2016年
  - 横井俊広（豊田合成トレフェルサシニアゼネラルマネジャー）
  - 丹羽康雄（JTマーヴェラス部長）
- 2017年
  - 山野春夫（東レ・アローズ部長）
  - 永田將人（デンソー・エアリービーズ部長）
- 2018年
  - 南部正司（パナソニックパンサーズゼネラルマネージャー）
  - 萱嶋章（久光製薬スプリングス部長）
- 2019年
  - 早野容司（ジェイテクトSTINGSGM）
  - 関明夫（岡山シーガルズGM）
- 2020年
  - 西尾博樹（プレステージ・インターナショナルアランマーレGM）
  - 椎葉誠（ヴィアティン三重常務取締役）
- 2021年
  - 降旗雄平（ヴォレアス北海道ゼネラルマネージャー）
  - 野田謙一（NECレッドロケッツディレクター）
- 2022年
  - 則包雅巳（JTマーヴェラス部長）
  - 横井俊広（ウルフドッグス名古屋SGM）
- 2023年
  - 栗原圭介（サントリーサンバーズ大阪GM）
  - 萱嶋章（SAGA久光スプリングス代表取締役）

ジャパン・プロフェッショナル・バスケットボールリーグ（旧バスケットボール日本リーグ機構→日本バスケットボールリーグ）
- 2006年 大沢茂樹（オーエスジーフェニックス顧問）
- 2007年 水澤佳寿子（レラカムイ北海道代表取締役社長）
- 2008年 山谷拓志（リンク栃木ブレックス代表）
- 2009年 山谷拓志（リンク栃木ブレックス代表）
- 2011年 山田竜一郎（アイシンシーホース部長）
- 2013年 鎌田眞吾（リンク栃木ブレックス代表取締役社長）
- 2014年 大江田孝幸（日立サンロッカーズ東京アシスタントGM）
- 2016年 鎌田眞吾（リンク栃木ブレックス代表取締役社長）
- 2017年 折茂武彦（レバンガ北海道代表取締役社長）
- 2018年 鈴木秀臣（シーホース三河代表取締役社長）
- 2019年 元沢伸夫（川崎ブレイブサンダース代表取締役社長）
- 2020年 阿久澤毅（群馬クレインサンダーズ代表取締役社長）
- 2021年 白木享（琉球ゴールデンキングス代表取締役社長）
- 2022年 林邦彦（アルバルク東京代表取締役社長）
- 2023年 田畠寿太郎（佐賀バルーナーズ代表取締役社長）

バスケットボール女子日本リーグ
- 2006年 横小路喜代信（JOMOサンフラワーズ広報担当部長）
- 2007年 弓場英明（富士通レッドウェーブ部長）
- 2008年 島立登志和（山梨クィーンビーズ部長兼GM）
- 2009年 久世裕正（トヨタ自動車アンテロープス部長）
- 2011年 長崎俊也（新潟アルビレックスBBラビッツ理事統括担当）
- 2016年 髙野稔（東京羽田ヴィッキーズ代表理事）
- 2017年 藤浦快也（アイシン・エィ・ダブリュ ウィングス統括）
- 2018年 五十嵐幸之輔（バスケットボール女子日本リーグ事業企画プロデューサー）
- 2020年 西井歳晴（バスケットボール女子日本リーグ前専務理事）
- 2021年 玉上進一（プレステージ・インターナショナル アランマーレ代表）
- 2023年 芦澤薫（山梨クィーンビーズバスケットボールクラブ代表理事）

日本ハンドボールリーグ
- 2006年
  - 矢内浩（大崎電気GM）
  - 西窪勝弘（オムロンGM代行）
- 2007年
  - 山本伸二（湧永レオリックGM）
  - 石黒聡（ソニーセミコンダクタ九州ブルーサクヤGM）
- 2008年
  - 佐々木静夫（北陸電力ブルーサンダーGM）
  - 高西宏昌（広島メイプルレッズGM）
- 2009年
  - 秋田康明（大同特殊鋼フェニックスGM）
  - 清長鐘治（三重バイオレットアイリスGM）
- 2010年
  - 村上良平（北國銀行ハニービーGM）
  - 壹岐修士（トヨタ車体BRAVEKINGSGM）
- 2011年 原田孝幸（トヨタ紡織九州Red TornadoGM）
- 2012年
  - 梯広幸（ソニーセミコンダクタ BLUE SAKUYAGM）
  - 水野裕矢（琉球コラソンGM）
- 2013年 秋田康明（大同特殊鋼フェニックスGM）
- 2014年 湧永寛仁（湧永レオリックオーナー）
- 2015年 藤瀬輝（トヨタ紡織九州Red TornadoGM）
- 2016年 半田信吾（豊田合成Blue FalconGM）
- 2017年 角紘昭（HC名古屋GM）
- 2018年 中村和哉（北國銀行ハニービーGM）
- 2019年 飯山進（プレステージ・インターナショナル アランマーレGM）
- 2020年
  - 半田信吾（豊田合成ブルーファルコンGM）
  - 梶原晃（三重バイオレットアイリスGM）
- 2021年
  - 三家本達也（イズミメイプルレッズオーナー代行）
  - 香川将之（トヨタ車体BRAVE KINGSGM）
- 2022年
  - 半田信吾（豊田合成ブルーファルコンGM）
  - 飯山進（プレステージ・インターナショナル アランマーレGM）
- 2023年
  - 徳前紀和（富山ドリームスオーナー）
  - 勝田祥子（熊本ビューストピンディーズGM）

ジャパンラグビートップリーグ
- 2006年 金本徹（東芝ブレイブルーパス部長）
- 2007年 武田三郎（サントリーサンゴリアスGM）
- 2008年 駿田和彦（三洋電機ワイルドナイツチーム部長）
- 2009年 座古隆教（東芝ブレイブルーパスチーム部長）
- 2010年 佐野精一郎（パナソニック ワイルドナイツチーム代表兼部長）
- 2011年 坂田正彰（サントリーサンゴリアスチームディレクター）
- 2012年 坂田正彰（サントリーサンゴリアス）
- 2013年 飯島均（パナソニック ワイルドナイツチーム部長）
- 2014年 飯島均（パナソニック ワイルドナイツチーム部長）
- 2015年 飯島均（パナソニック ワイルドナイツチーム部長）
- 2016年 尾関弘樹（サントリーサンゴリアスGM）
- 2017年 尾関弘樹（サントリーサンゴリアス部長）
- 2018年 福本幸樹（神戸製鋼コベルコスティーラーズチームディレクター）
- 2020年 飯島均（埼玉パナソニックワイルドナイツGM）
- 2021年 飯島均（埼玉パナソニックワイルドナイツGM）
- 2022年 石川充（クボタスピアーズ船橋・東京ベイGM）
- 2023年 薫田真広（東芝ブレイブルーパス東京GM）

アジアリーグアイスホッケー
- 2006年 セルジオ越後（日光神戸アイスバックスシニアディレクター）
- 2015年 土田英二（H.C.栃木日光アイスバックス取締役チームディレクター）
- 2016年 川村一彦（アジアリーグアイスホッケーレフェリー委員長）
- 2017年 田尻邦夫（アジアリーグアイスホッケー前チェアマン）
- 2018年 大澤秀之（アジアリーグ事務局前事務局長）
- 2019年 山内秀貴（アジアリーグアイスホッケーレフェリー委員長）
- 2021年 アルディス・ギルゲンソンス（ひがし北海道クレインズ監督）
- 2022年 小泉公一（アジアリーグアイスホッケーレフェリー委員会委員長）

ホッケージャパンリーグ
- 2006年 永井東一（名古屋フラーテルホッケーチーム専務理事）
- 2007年 永井祐司（ソニー一宮BRAVIA Ladies監督）
- 2008年 田村洋二（コカ・コーラウエストレッドスパークスGM）
- 2009年 田辺俊成（セルリオ島根GM）
- 2010年 栗原実（ALDER飯能GM）
- 2011年 飛田昌広（小矢部RED OX代表）
- 2016年 山本由佳理（ソニーHC BRAVIA Ladiesコーチ）
- 2017年 長屋恭一（岐阜朝日クラブBLUE DEVILS監督）
- 2018年
  - 古屋忠彦（山梨学院OCTOBER EAGLES、山梨学院CROWNING GLORIES、山梨学院大学特別顧問）
  - 藤尾香織（ホッケージャパンリーグ理事）
- 2019年 沼尾健一（グラクソ・スミスクラインOrange United監督）
- 2020年 矢野茂樹（コカ・コーラレッドスパークス部長兼チームディレクター）
- 2021年 福田敏昭（LIEBE栃木監督）
- 2022年 新井善治（ALDER飯能GM）
- 2023年 安部隆史（Selrio島根元総監督）

日本女子ソフトボールリーグ/JDリーグ
- 2006年 大久保孝司（豊田自動織機ソフトボール部女子部長）
- 2007年 武田芳信（太陽誘電女子ソフトボール部副部長）
- 2008年 下野禎彦（ルネサステクノロジ高崎事業所副部長）
- 2009年 浦田満（トヨタ自動車女子ソフトボール部部長）
- 2010年 迫田雷蔵（日立ソフトウェア部長）
- 2011年 松原龍夫（シオノギ製薬部長）
- 2012年 青波宏一（Honda部長）
- 2013年 狩野正人（トヨタ自動車ソフトボール部部長）
- 2014年 髙本昌樹（日立部長）
- 2015年 西湯二（太陽誘電ソルフィーユ副部長）
- 2016年 深川博志（豊田自動織機シャイニングベガ部長）
- 2017年 澤芳彦（デンソーブライトペガサス部長）
- 2018年 湯本善之（ビックカメラ高崎ビークイーン部長）
- 2019年 谷村和也（トヨタ自動車レッドテリアーズ部長）
- 2020年 寺村健人（日本ソフトボール協会リーグ委員長）
- 2021年 栗山利宏（大垣ミナモソフトボールクラブ専務理事兼ゼネラルマネージャー）
- 2022年 中谷隆之（東海理化チェリーブロッサムズ部長）

日本フットサルリーグ
- 2010年 水谷尚人（湘南ベルマーレフットサルクラブ実行委員）
- 2012年 福村景樹（エスポラーダ北海道代表）
- 2013年 桜井嘉人（名古屋オーシャンズ代表取締役GM）
- 2014年 中村恭平（府中アスレティックFC強化GM）
- 2015年 大立目佳久（日本フットサル連盟副会長）
- 2016年 大森洋（シュライカー大阪GM）
- 2017年 山本敏彦（ASVペスカドーラ町田実行委員）
- 2018年 安藤弘之（フウガドールすみだ実行委員）
- 2019年 塩谷竜生（バルドラール浦安実行委員）
- 2020年 吉野次郎（Y.S.C.C.横浜理事長/実行委員）
- 2021年 若林順平（ボアルース長野代表取締役社長）
- 2022年 佐藤伸也（湘南ベルマーレフットサルクラブ代表取締役社長）
- 2023年 関野淳太（ペスカドーラ町田取締役社長）

Xリーグ
- 2010年 並河研（オービックシーガルズGM）
- 2012年 阿部敏彰（アサヒビールシルバースター監督）
- 2013年 義政孝夫（アズワンブラックイーグルス監督）
- 2014年 常盤真也（富士通フロンティアーズGM）
- 2015年 四方哲郎（パナソニック インパルス部長）
- 2016年 梅田一夫（明治安田PentaOceanパイレーツ監督）
- 2017年 鍛次茂（アサヒ飲料チャレンジャーズGM）
- 2018年 久木田崇彰（オール三菱ライオンズ部長）
- 2019年 吉野至（みらいふ福岡SUNS代表）
- 2020年 黒沢直人（東京ガスクリエイターズ副部長）
- 2021年 山田厳英（富士通フロンティアーズ部長）
- 2022年 松井孝夫（富士フイルム海老名Minerva AFCGM）
- 2023年 小川悠樹（胎内ディアーズ事務局地域連携部長）

日本フットボールリーグ
- 2012年 岩本文昭（V・ファーレン長崎常務取締役）
- 2013年 藤井義雄（横河武蔵野フットボールクラブ監事）
- 2014年 田中克季（SP京都FC総監督）
- 2015年 岩原克彦（栃木ウーヴァフットボールクラブ代表）

Jリーグ
- 2016年 庄子春男（川崎フロンターレ取締役強化本部長）
- 2017年 庄子春男（川崎フロンターレ取締役強化本部長）
- 2018年 小倉勉（横浜F・マリノススポーティングダイレクター）
- 2019年 庄子春男（川崎フロンターレ取締役強化本部長）
- 2020年 竹内弘明（川崎フロンターレ強化本部長）
- 2021年 黒澤良二（横浜F・マリノス代表取締役社長）
- 2022年 永井秀樹（ヴィッセル神戸スポーツダイレクター）
- 2023年 江尻篤彦（東京ヴェルディ強化部長）

WEリーグ
- 2021年 田村貢（ちふれASエルフェン埼玉代表取締役社長）
- 2022年 藤倉佳子（三菱重工浦和レッズレディース本部長）
- 2023年 田口誠（三菱重工浦和レッズレディース代表取締役社長）

## 備考
- 卓球のトップリーグであるTリーグは（団体球技ではないため）当機構には加盟していないが、当機構が主導する「『無観客試合を変えよう』プロジェクト」に賛同しており[10]、そこで採用された「リモートマッチ」の名称を当機構加盟リーグと共有する形で使用している。
- 自転車競技のトップリーグであるジャパンサイクルリーグも（球技ではないため）当機構には加盟していないが、2022年3月4日に当機構の川淵会長が名誉顧問に就任した[11]。